# Synaptura salinarum
Synaptura salinarum es una especie de pez de la familia Soleidae en el orden de los Pleuronectiformes.

## Alimentación
Come peces y crustáceos.

## Distribución geográfica
Se encuentra en las  costas de Australia.